# Hala widowiskowo-sportowa w Rybniku-Boguszowicach
Hala widowiskowo-sportowa – hala widowiskowo-sportowa w Rybniku-Boguszowicach, w Polsce. Została otwarta w grudniu 1983 roku. W latach 2009–2010 kosztem 13,5 mln zł przeszła modernizację, m.in. zwiększono jej pojemność (z 900 do 1000 widzów) i wybudowano łącznik z pobliską krytą pływalnią. Oświetlenie areny ma natężenie 2000 luksów. Na hali swoje spotkania rozgrywają koszykarki klubu Utex ROW Rybnik, korzystają z niej także m.in. bokserzy, dżudocy i piłkarze. W 2011 roku w obiekcie odbyły się również XXIV Mistrzostwa Polski w Taekwon-do ITF.